# Anders Palmér
Anders Mikael Palmér (Malmö, 24 aprile 1960) è un ex calciatore svedese.